# Bambouk

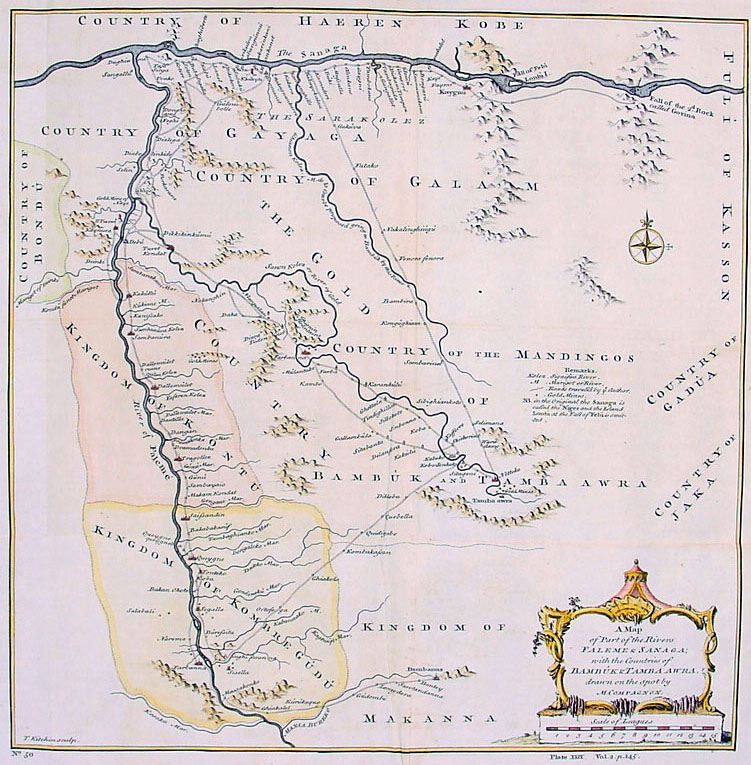
Französische Karte aus dem 18. Jahrhundert

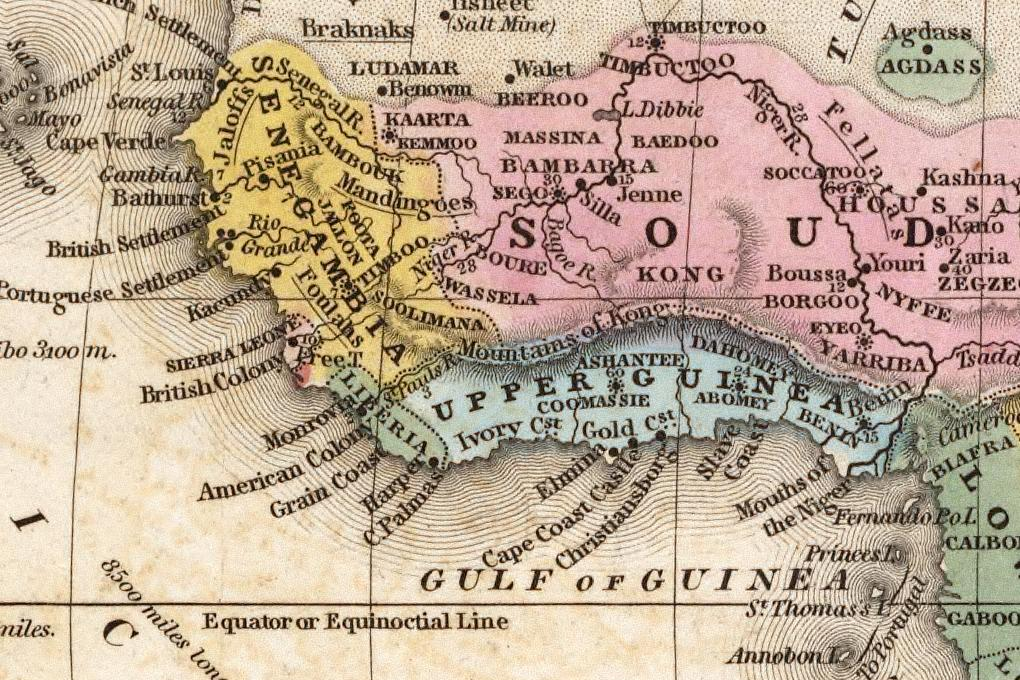
Westafrika mit Bambouk (1839)

Bambouk (andere Schreibweise Bambuk) ist eine historische Region im Westen Malis in der Verwaltungseinheit Kayes. Bambouk liegt östlich des oberen Falémé und südwestlich von Kaarta, einem ehemaligen Bambara-Reich. Die Region ist gebirgig und wird von zahlreichen Nebenflüssen des Falémé durchflossen, unter anderem vom Sanon Kolé (der zu früherer Zeit Goldfluss genannt wurde). Zentrum der Region ist Farabana.
Auf den Weiden wird Schaf- und Rinderzucht betrieben. Daneben werden Reis, Mais, Hirse, Wassermelonen, Palmen und Bananen angebaut. Die Region ist zudem reich an Eisenerz und Goldvorkommen. Daraus bezogen schon das legendäre Goldland, das Reich Ghana, und das Mali-Reich ihren Wohlstand.

## Geschichte
Bambouk wurde schon von den Portugiesen im 15. Jahrhundert besucht, im 16. Jahrhundert kamen französische Händler in die Region, die eine Handelsniederlassung in Galam gründeten. In der Mitte des 18. Jahrhunderts gab es an verschiedenen Orten Bambuks kleine französische Kontore. Im 18. Jahrhundert reisten Mungo Park und Major Daniel Houghton durch die Region. Im 19. Jahrhundert versuchte Al-Haddsch Omar das Land zu erobern und wurde schließlich von den Franzosen besiegt.